# Jack Fournier
Pour les articles homonymes, voir Fournier.
Jacques Fournier, dit Jack, (né le 4 août 1892 à Ottawa, dans la province de l'Ontario, au Canada — mort le 30 novembre 1966) est un joueur de hockey qui a joué dans l'Association nationale de hockey. Il a évolué au poste de centre pour les Canadiens de Montréal et a gagné la Coupe Stanley en 1916.